# Arrondissement de Dioulacolon
L'arrondissement de Djoulacolon est l'un des arrondissements du Sénégal. Il est situé dans le département de Kolda et la région de Kolda, en Casamance, dans le sud du pays.
Il compte quatre communautés rurales :
- Communauté rurale de Guiro Yéro Bocar
- Communauté rurale de Dioulacolon
- Communauté rurale de Tankanto Escale
- Communauté rurale de Médina El Hadj

Son chef-lieu est Dioulacolon.